# イメージの詩
「イメージの詩」（イメージのうた）は、よしだたくろうのデビューシングル。1970年6月1日にエレックレコードから発売された。

## 概要
シングル「青春の詩」などと共に「広島フォーク村」時代に制作した楽曲。ボブ・ディランの「Desolation Row（廃墟の街）」にインスパイアされて作ったとされ、吉田拓郎と広島フォーク村は、この一曲によって世に知られるようになったとも言われ、日本のフォークに関東でも関西でもない別の流れがあることを強く印象付けた。本楽曲は吉田も参加した「広島フォーク村」名義のコンピレーション・アルバム『古い船をいま動かせるのは古い水夫じゃないだろう』に収録。アルバムは当初、インディーズで発売されていたが、後にエレックでも発売された。これを機にシングルカットされたが、吉田の許可を得ていなかったうえ、アルバムと同一バージョンを雑に編集したお粗末な物だったため再録音された。現在は、この再録音バージョンが正式なデビューシングル「イメージの詩」として認知されている。再録音盤の演奏は沢田駿吾カルテットが担当した。
最初の無許可で発売されたシングル盤は、回収されているのとあまり売れていなかった為にレアである。その後、アルバム『青春の詩』にも収録され、このバージョンはシングル盤よりも長く、バックの演奏も異なっている。『青春の詩』収録のシングルバージョンの「イメージの詩」はタイムスリップグリコのおまけとしてCD化。後に「イメージの詩」「マークII」とも限定シングルボックス『HAVE A NICE DAY』でCD化。また、ベスト・アルバム『拓郎ヒストリー』や『エレックシングルボックス』にも収録されている。

## 解説
音楽雑誌『YOUNG GUITAR』は1970年7月号で、本楽曲について「実に素朴なメロディラインに単純なギター伴奏をつけて、心に浮かぶ社会や人間のイメージをまさに心のままに歌い上げていく。42番まで続くこの歌は、そのまま42個のイメージの詩であると同時に42曲の楽曲である。相互に何の関連もないと思われるようなイメージが次々にメロディの中に織り込まれ、聴いている者はその間、ただ迫力ある歌と一つ一つの詩に引き込まれる。歌が終わって振り返ってみると、全く関係のなかった詩が全体のイメージを通して、一つのドラマを形成していることに気づくだろう。しかもそのドラマは解釈の仕方で全く違うドラマ、言いかえるなら3千人の人が聴いたら3千のドラマが『イメージの詩』を通して設定されているようである」などと解説している。
拓郎をエレックレコードにスカウトした同社ミュージック・ディレクター・浅沼勇は「このうた、メロディーが斬新です。よしだクンは、こういううたの頂点にいけるんだと思いますね。まず自作自演の強み。それに声がいいです。R&B傾倒していたということで、アフター・ビートがきいています。最近クローズアップされはじめたニュー・フォークの歌、といっていいでしょう。私には、ボブ・ディランの先をいっているんじゃないかとさえ思えます。よしだクンは、コマーシャル・ベースに乗っても、じゅうぶんいけるものを持っていますね」「音楽には二つの流れがあります。一つはマスコミ向けのもので、もう一つは、自分たちで楽しむものだ。 後者がマスコミ受けしない理由は、リーダーとなる人がいないからです。聞くのではなくプレーする音楽、これは五年前だったらダメだったと思う。日本のレコードは聞く音楽のために買われているのです。売れるレコードというのは、いわばジュリーやショーケン。これ以外のレコードがなかったのですね。しかし、これからは、仲間でつくって、仲間でプレーするレコードがノシてくるでしょう。そのトップを切るのが、よしだクンだと思います」などと称賛した。
吉田拓郎はデビュー曲であるこの曲で、それまでの若者が聞いたことがなかったような普段着の言葉と飾らないメロディを引っさげて音楽シーンに登場した。拓郎と同学年の田家秀樹は、学生運動に身を投じていた時に「イメージの歌」に出会い、「俺たちの歌だ」と思ったという。スージー鈴木は「60年代に人気を博したクラシカルでエレガントなグループサウンズとは異なる、心の奥底をさらけ出すような言葉遣いは拓郎が持ち込んだと言っても過言ではない」と論じている。松崎真人は「字あまりではなく言葉がグルーヴしている。『イメージの詩』は日本語ロックの金字塔」と論じている。
THE ALFEEの坂崎幸之助は、高校入学前に本楽曲に出会い「何なんだ、この字余りな歌は」と驚き、吉田にどっぷりはまったという。「一つの音符に一つの文字を当てはめましょう」という大原則は、ルールを破る拓郎の登場で根底から覆された。一番以降、二番三番…と全て語数が違う拓郎作品の特徴の一つである典型的な字余り字足らずソングとなっている。高校は落ちこぼれていったが、吉田の歌で助けられたと話している。坂崎は無許可発売シングル盤と再録音シングル盤を個人所有しており、2009年8月20日に放送された「わが青春の吉田拓郎!坂崎幸之助のオールナイトニッポンGOLD」にて両シングルのイントロからの一部を流して聴き比べた。坂崎は当番組の数年前にフリーマーケットでシングル盤を買った時は既に所有していた無許可盤とレコード品番が同じEB-1004であった為、シングルジャケットの色が褪せてるだけだと思い敢えて聴かずレコード棚に仕舞ったが、後に再録音盤である事が判明したという。ラジオで無許可盤と再録音盤の聴き比べをした時、無許可盤の編集があまりに雑であった事に対し素人が曲の編集をしたのではないかという旨の批評をした。
拓郎自身は、明確な政治的イデオロギーを持っていなかったとされるが、「イメージの詩」には70年安保敗北後の時代の空気が色濃く滲む。拓郎は宝島のインタビューで、本曲の成立の背景として、家族バラバラだった生い立ちが影響していると話している。
歌詞は冒頭から「信じれるものが」と「ら抜き言葉」が出るが、ら抜き言葉なのか広島弁なのかは分かっていない。
当時多くの若者が、冒頭の「これこそはと信じれるものがこの世にあるだろうか」という歌詞に驚いた。
武田鉄矢は、福岡教育大学二年のときに「広島商科大学（現・広島修道大学）に吉田拓郎っていうのがいるらしい」という噂は流れて来て知っていた。1970年夏に隣町の広島フォーク村なる集団から自主制作版のLPレコードを同好の誼みで買い取ってくれないかとの依頼あり、伊藤明夫広島フォーク村村長が風呂敷に『古い船をいま動かせるのは古い水夫じゃないだろう』を包んで会いに来た。伊藤は謳い文句として「吉田拓郎はオリジナル400曲を持っている」と言った。武田の当時のオリジナルは4曲で「そんな大学生がいるのか」とどの程度の腕前か、多少上から目線で自宅で試聴した。LP盤に針をおいて、流れて来た一曲目『イメージの詩』に驚愕唖然。冒頭「『これこそはと信じれるものがこの世にあるだろうか…』って、ほとんど哲学。こんな曲は聴いたことない。彼だけにしか作れない歌詞。メロディーもよく、ディランを彷彿とさせる低く重い歌声に何から何まで吉田拓郎は異質」などと感じた。アマチュアの域を遥かに超えた才能で、若いときは人の才能を認めないところが意地としてあるが、ちっちゃい声で「負けてるわ」と言ってしまったという。
拓郎の右腕でビジネスパートナーだった後藤豊（後藤由多加）は、「イメージの詩」の冒頭の一節「これこそはと信じれるものがこの世にあるだろうか」という歌詞を聞き、「こんな言葉をはっきりと歌にする彼の凄さを感じて、彼はきっとこの音楽で世界を席巻するだろう、とアマチュアからプロとして仕事をしていこうと決意した」などと話している。後藤は拓郎に話を持ち掛けて音楽事務所・ユイ音楽工房を設立するが、拓郎は最初の就職先だったレコード会社と社員契約して、アーティストとしての儲けを会社に搾取されていたため、金を持っておらず。ユイ音楽工房の運営は、後藤が早稲田大学時代に所属した「早稲田大学企画構成研究会」で、度々主催した拓郎たちフォークシンガーを出演させたフォークコンサートで儲けた金で行われていたといわれる。これらは後に"スチューデント・ビジネス"として学生の行う事業が注目されたが、そのハシリでもあった。拓郎が1974年リリースしたアルバム『今はまだ人生を語らず』で「ペニーレインでバーボン」と歌われて有名になった原宿のジャズ喫茶「ペニーレイン」をユイ音楽工房が経営していたのはこのような事情による。
長年に渡り、被災地への支援活動を続ける泉谷しげるは、本曲を被災地で歌い続けている。「吉田拓郎はあの歌詞を18、19歳で作ってるんだよ。あんな老けた詞。『あぁ、天才だな』と思いましたね。だからそういうところに感動できる自分が、いまだにあの曲が好きだと思える自分が好きで」と述べ、2025年2月リリースのアルバム『シン・セルフカヴァーズ 怪物』でカバーした。歌詞などがアレンジされている点については「そりゃそうだよ。つまんねえ歌詞だってあるんだよ、しょうがねえじゃねえか。ダラダラダラダラ歌いやがってあいつも。うっとうしいんだよフォークって。嫌なわけ、気が短いから」「浜田省吾がアレンジしたんだよ、あれがかっこよかったんだよ。で、浜田も吉田拓郎大好き人間だけど、あいつもあいつで『この歌長いから半分切っちゃおう』って」なとと述べた。
明石家さんまが最愛の曲と話し、「人生の教科書」と述べている。ヒコロヒーは「拓郎さんは何手も先に時代をみていたのかな」などと評した。特に歌詞の一節"古い船をいま動かせるのは古い水夫じゃないだろう"は、収録アルバムのタイトルに使われた他、世代交代などを現す表現として引用されることも多い。大貫憲章はクイーン『オペラ座の夜』のライナーノーツで、「イメージの詩」の歌詞を引用してロックの時代の変化を書いた。
業田良家の代表作『自虐の詩』のタイトルは、本曲からインスピレーションを受けてつけたという。

## エピソード
拓郎自らレコードの梱包作業を行い、トラックに積み込んでレコード店を回り、パイオニア（現・オンキヨー&パイオニア）のステレオ新商品の全国キャンペーンに帯同し店頭で歌うこともあった。これに関して拓郎は「外タレの前座はよく聞くが、機械の前座をやったのは俺くらいじゃないか」と述べている。当時の音楽状況はメッセージフォークやカレッジフォークも下火となった時期で、テレビ・ラジオ局、雑誌関係者から「今さらフォーク?」と揶揄された。レコードは売れなかったが、友人4～5人で葉書や電リクをせっせと送り『オールナイトニッポン』で1週だけリクエスト1位になったという。

## 収録曲
- 全作詞・作曲:吉田拓郎

1. イメージの詩
2. マークII
  - タイトルは、「広島の喫茶店で女の子と待合せをして、女の子が来て立とうと思ったら、逆の方向から格好良い男の子が来て、その女の子が男の子と腕組んで自分の目の前を通り過ぎてしまった。その時、目の前を（トヨタの）（コロナ）マークIIが通り過ぎた」それだけで付けたと話している。
  - キンモクセイがこの曲をモチーフにした「追い風マークII」（シングル「七色の風」C/W）を発表している。

## イメージの詩 (浜田省吾のシングル)
「イメージの詩」（イメージのうた）は、1997年10月22日に発売された、浜田省吾の28枚目のシングル。限定でEP盤も同時発売された。

### 概要
吉田拓郎のデビュー曲をカバーしたシングルで、浜田にとって恩人である拓郎の50歳の誕生日を祝って制作された。
吉田のバックバンドとして来日していたラス・カンケル、リー・スカラー、ワディ・ワクテル、クレイグ・ダーギーがレコーディングに参加し、浜田がハーモニカ、吉田がリズムギターでレコーディングがおこなわれた。かつて浜田のバックバンド「THE FUSE」メンバーだった板倉雅一もオルガン演奏でレコーディングに参加している。オリジナルのフォークロック調から、ブルースロック調のアレンジに変更している。ミュージック・ビデオに浜田と吉田が揃って出演、レコーディング風景を撮影した映像が使われている。
2004年、桜井和寿がBank Bandとして「イメージの詩」をカバーしているが、浜田のカバーヴァージョンを聴いて楽曲の存在を知り、この曲に興味を持ったという。
カップリングの「生まれたところを遠く離れて」は、1976年に発売された、デビューアルバムの表題曲のリメイク。
浜田にとっては最後の8cmCDシングルだが、2005年3月24日に、マキシシングルとして復刻されている。

### 記録
オリコンチャートでは最高位12位にランクインし、累計11.8万枚を売り上げるヒットとなった。

### 収録曲
| 全編曲: 星勝。 |                                |            |       |
| #              | タイトル                       | 作詞・作曲 | 時間  |
| 1.             | 「イメージの詩」               | 吉田拓郎   | 7:10  |
| 2.             | 「生まれたところを遠く離れて」 | 浜田省吾   | 9:15  |
| 合計時間:      | 合計時間:                      | 合計時間:  | 16:25 |

### 参加ミュージシャン
| イメージの詩 - Drums：Russell Kunkel - Bass：Lee Sklar - Electric Guitars：Waddy Wachtel and 武沢豊 - Acoustic Guitars：吉田拓郎 - Piano：Craig Doerge - Organ：板倉雅一 - Keyboards：小島良喜 - Percussion：Whacho - Harmonica：浜田省吾 | 生まれたところを遠く離れて - Drums：小田原豊 - Bass：バカボン鈴木 - Guitars：：武沢豊 - Keyboards：小島良喜 |

## 他アーティストによるカバー
- Bank Band（アルバム『沿志奏逢』、2004年） - シークレットトラックでカバーしている。このシークレットトラックは2種類あり、もう一方は浜田省吾の「僕と彼女と週末に」である。
- 稲垣来泉 - 2021年、アニメ映画『漁港の肉子ちゃん』主題歌としてカバー。サウンドプロデュースはGReeeeN。『漁港の肉子ちゃん』プロデューサーの明石家さんまの希望でカバー。吉田拓郎自身が絶賛する。